# Donja Pištana
Donja Pištana är en ort i Kroatien.   Den ligger i länet Virovitica-Podravinas län, i den östra delen av landet, 150 km öster om huvudstaden Zagreb. Donja Pištana ligger 295 meter över havet och antalet invånare är 277.
Terrängen runt Donja Pištana är kuperad åt sydväst, men åt nordost är den platt. Runt Donja Pištana är det ganska glesbefolkat, med 35 invånare per kvadratkilometer. Närmaste större samhälle är Orahovica, 4,8 km nordost om Donja Pištana. I omgivningarna runt Donja Pištana växer i huvudsak lövfällande lövskog.